# Paradinonemertes drygalskii
Paradinonemertes drygalskii är en djurart som tillhör fylumet slemmaskar, och som beskrevs av Brinkmann 1915. Paradinonemertes drygalskii ingår i släktet Paradinonemertes och familjen Dinonemertidae. Inga underarter finns listade i Catalogue of Life.